# Luigi Marchisio
Luigi Marchisio (ur. 26 kwietnia 1909 w Castelnuovo Don Bosco; zm. 3 lipca 1992) – włoski kolarz szosowy, startujący wśród zawodowców w latach 1929–1933. Zwycięzca Giro d’Italia (1930).

## Najważniejsze zwycięstwa
- 1930 - dwa etapy i klasyfikacja generalna Giro d’Italia